# قانون الاستفتاء على تقرير مصير كتالونيا
قانون الاستفتاء على تقرير مصير كتالونيا هو اسم القانون الكتالوني الذي يحكم بإجراء استفتاء الاستقلال الكتالوني في 1 أكتوبر 2017، وهو استفتاء ملزم لتقرير المصير بشأن استقلال كتالونيا.

في 6 سبتمبر 2017 بعد أكثر من 12 ساعة من النقاش الساخن، أقر برلمان كتالونيا القانون بأغلبية 72 صوتًا لصالح الائتلاف الحاكم المؤيد للاستقلال وامتنع حزب معارض عن التصويت بعدد 10 أصوات وغادر المجلس 52 برلمانيًا معارضًا قبل الإدلاء بالأصوات. على الرغم من أن القوانين كانت علنية قبل أسابيع، إلا أن التصويت لم يظهر على جدول أعمال اليوم حتى اللحظة الأخيرة لتجنب حظر المحكمة الدستورية الإسبانية له. اتهمت بعض أحزاب المعارضة رئيسة الهيئة الإقليمية كارمي فوركاديل بالتعجيل بإصدار القانون من خلال البرلمان من خلال تغيير جدول أعمال اليوم لعرض القضية، وعدم السماح لهم بالطعن على القانون قبل طرحه للتصويت. أقر بعض الأعضاء أنها ليست طريقتهم المفضلة في التعامل مع الاستفتاء، لكنهم برروا ذلك بأنها الطريقة الوحيدة للحصول على الفاتورة على الأرض دون حظرها وأنها لم تكن «كأي قانون عادي». بعد بضعة أشهر أيدت المحكمة الدستورية الإسبانية إصلاح النظام البرلماني الذي يسمح بإصدار القانون.
تم تعليقه في 7 سبتمبر من قبل المحكمة الدستورية بعد قبول استئناف من الحكومة الإسبانية.